# Parafia Narodzenia Najświętszej Maryi Panny w Wiślicy
Parafia Narodzenia Najświętszej Maryi Panny – parafia rzymskokatolicka w Wiślicy.
Erygowana w XI wieku. Należy do dekanatu wiślickiego diecezji kieleckiej. Mieści się przy ulicy Długosza.